# Chiesa cattolica in Mali
La Chiesa cattolica in Mali è parte della Chiesa cattolica universale in comunione con il vescovo di Roma, il papa.

## Storia
La Chiesa cattolica inizia a essere presente in Mali tra il 1876 ed il 1881, quando il cardinale Lavigerie invia alcuni missionari a Timbuctù, che però vengono uccisi. Nello stesso periodo i padri Spiritani, dal Senegal, inviano alcune spedizioni missionarie, che riescono a fondare la prima parrocchia in Mali nel settembre 1888: è l'inizio dell'evangelizzazione del Paese, che si estende con l'arrivo nel 1895 dei padri Bianchi. Il territorio appartiene all'immenso vicariato apostolico del Sahara, da cui si distacca nel 1921 quello di Bamako (che diventa arcidiocesi nel 1955). È del 1942 la creazione della prima prefettura apostolica a Gao. Nel 1988 è celebrato il primo centenario della presenza della Chiesa cattolica in Mali, e due anni dopo papa Giovanni Paolo II compie la visita pastorale alla Chiesa cattolica del Mali.

## Organizzazione territoriale
La Chiesa cattolica è presente sul territorio con 1 sede sede metropolitana e 5 diocesi suffraganee:
- Arcidiocesi di Bamako
  - Diocesi di Kayes
  - Diocesi di Mopti
  - Diocesi di San
  - Diocesi di Sikasso
  - Diocesi di Ségou

## Statistiche
Alla fine del 2004 la Chiesa cattolica in Mali contava:
- 37 parrocchie;
- 130 preti;
- 259 suore religiose;
- 59 istituti scolastici;
- 28 istituti di beneficenza.

La popolazione cattolica ammontava a 241.921 cristiani, pari all'1,79% della popolazione.

## Nunziatura apostolica
La delegazione apostolica dell'Africa Occidentale mutò il proprio nome in delegazione apostolica in Mali e Mauritania il 21 maggio 1973 con il breve Ex quo divino di papa Paolo VI. Il 3 giugno 1980, con l'instaurazione di rapporti diplomatici tra la Santa Sede e il Mali, nacque la nunziatura apostolica del Mali in forza del breve Vigilem curam di papa Giovanni Paolo II. Sede attuale della nunziatura è Conakry in Guinea; fino al 2007 i delegati ed i nunzi apostolici risiedevano a Dakar in Senegal.

### Delegati apostolici
- Giovanni Mariani, arcivescovo titolare di Missua (17 ottobre 1973 - 11 gennaio 1975 nominato nunzio apostolico in Venezuela)
- Luigi Barbarito, arcivescovo titolare di Fiorentino (5 aprile 1975 - 10 giugno 1978 nominato pro-nunzio apostolico in Australia)
- Luigi Dossena, arcivescovo titolare di Carpi (24 ottobre 1978 - 3 giugno 1980 nominato pro-nunzio apostolico)

### Pro-Nunzi apostolici
- Luigi Dossena, arcivescovo titolare di Carpi (3 giugno 1980 - 30 dicembre 1985 nominato nunzio apostolico in Perù)
- Pablo Puente Buces, arcivescovo titolare di Macri (12 marzo 1986 - 31 luglio 1989 nominato nunzio apostolico in Libano)
- Antonio Maria Vegliò, arcivescovo titolare di Eclano (21 ottobre 1989 - dicembre 1994 nominato nunzio apostolico)

### Nunzi apostolici
- Antonio Maria Vegliò, arcivescovo titolare di Eclano (dicembre 1994 - 2 ottobre 1997 nominato nunzio apostolico in Libano e Kuwait e delegato apostolico nella Penisola Arabica)
- Jean-Paul Aimé Gobel, arcivescovo titolare di Galazia in Campania (6 dicembre 1997 - 31 ottobre 2001 nominato nunzio apostolico in Nicaragua)
- Giuseppe Pinto, arcivescovo titolare di Anglona (5 febbraio 2002 - 6 dicembre 2007 nominato nunzio apostolico in Cile)
- Martin Krebs, arcivescovo titolare di Taborenta (8 settembre 2008 - 8 maggio 2013 nominato nunzio apostolico in Nuova Zelanda, nelle Isole Cook, nelle Kiribati, in Palau e negli Stati Federati di Micronesia e delegato apostolico nell'Oceano Pacifico)
- Santo Rocco Gangemi, arcivescovo titolare di Umbriatico (5 febbraio 2014 - 25 maggio 2018 nominato nunzio apostolico in El Salvador)
- Tymon Tytus Chmielecki, arcivescovo titolare di Tre Taverne (26 marzo 2019 - ? dimesso)
- Jean-Sylvain Emien Mambé, arcivescovo titolare di Potenza Picena, dal 2 febbraio 2022

## Conferenza episcopale
L'episcopato locale è riunito nella Conferenza episcopale del Mali (Conférence Episcopale du Mali, CEM), istituita nel 1970.
La CEM è membro della Regional Episcopal Conference of West Africa (RECOWA) e del Symposium of Episcopal Conferences of Africa and Madagascar (SECAM).
Elenco dei presidenti della Conferenza episcopale:
- Luc Auguste Sangaré, arcivescovo di Bamako (1970 - 1987)
- Jean-Baptiste Maria Cissé, vescovo di Sikasso (1987 - 1996)
- Jean-Gabriel Diarra, vescovo di San (1996 - aprile 2009)
- Jean-Baptiste Tiama, vescovo di Sikasso (aprile 2009 - marzo 2017)
- Jonas Dembélé, vescovo di Kayes, dal marzo 2017

Elenco dei segretari generali della Conferenza episcopale:
- Presbitero Edmond Dembélé, dal 2012